# Неолібералізм
Неолібералі́зм (від давньогрец. νέος neos «новий», та лат. liberalis «вільний») — варіант ідеології лібералізму. Як термін, фр. néo-liberalisme, вперше використаний 1938 р. Австрійським економістом Фрідріхом Гаєком , і того ж року запропонований німецьким економістом Олександром Рюстов (нім. Alexander Rüstow) для протиставлення ідей класичного лібералізму панівним, на той час, колективістським та егалітарним тенденціям в ліберальній ідеології.
Неолібералізм має широке значення, та охоплює: 1) ідеологію; 2) спосіб урядування; 3) пакет політичних програм.
Неолібералізм[1] — це і політична філософія, і термін, що використовується для позначення політичного відродження наприкінці 20-го століття ідей 19-го століття, пов'язаних з капіталізмом вільного ринку. Термін має кілька конкуруючих визначень, і часто використовується зневажливо. У науковому вжитку цей термін часто залишається невизначеним або використовується для опису безлічі явищ. Однак, в першу чергу, він використовується для окреслення суспільних перетворень, що відбуваються в результаті ринкових реформ.
Неолібералізм — це економічна філософія, яка зародилася серед європейських ліберальних вчених у 1930-х роках. Він з'явився як відповідь на відчутний спад популярності класичного лібералізму, який, як вважалося, поступався місцем прагненню контролювати ринки. Цей зсув у мисленні сформувався під впливом Великої депресії і проявився в політиці, спрямованій на протидію нестабільності вільних ринків. Однією з мотивацій для розробки політики, спрямованої на пом'якшення нестабільності капіталістичних вільних ринків, було бажання уникнути повторення економічних невдач початку 1930-х років, які частково приписували економічній політиці класичного лібералізму. У контексті формування політики термін «неолібералізм» часто використовується для опису зміни парадигми, що відбулася після того, як післявоєнний консенсус і неокейнсіанська економіка не змогли подолати стагфляцію 1970-х. Розпад СРСР і закінчення холодної війни також сприяли поширенню неолібералізму в Сполучених Штатах і в усьому світі.
Термін «неолібералізм» набуває все більшого поширення в останні десятиліття. Він став важливим чинником поширення консервативних і право-ліберальних організацій, політичних партій та аналітичних центрів, і переважно пропагується ними. Неолібералізм часто асоціюється з набором політик економічної лібералізації, включаючи приватизацію, дерегуляцію, споживчий вибір, глобалізацію, вільну торгівлю, монетаризм, сувору економію і скорочення державних витрат. Ці політики покликані збільшити роль приватного сектору в економіці та суспільстві. Крім того, неоліберальний проект орієнтований на створення інституцій і є політичним за своєю суттю, виходячи за межі суто економічних міркувань.
Термін рідко використовується прихильниками політики вільного ринку. Коли термін увійшов у загальний науковий обіг у 1980-х роках у зв'язку з економічними реформами Августо Піночета в Чилі, він швидко набув негативних конотацій і використовувався в основному критиками ринкових реформ і капіталізму laissez-faire. Вчені, як правило, пов'язували його з теоріями економістів, які працювали з Товариством Мон Пелерен, включаючи Фрідріха Гаєка, Мілтона Фрідмана, Людвіга фон Мізеса та Джеймса М. Б'юкенена, а також політиків та політиків, таких як Маргарет Тетчер, Рональд Рейган та Алан Грінспен. Як тільки нове значення неолібералізму стало загальновживаним серед іспаномовних науковців, воно поширилося в англомовних дослідженнях з політичної економії.  До 1994 року термін увійшов у світовий обіг, а наукові дослідження про нього зросли за останні кілька десятиліть.

## Термінологія

### Походження
Вперше цей термін англійською мовою був використаний у 1898 році французьким економістом Шарлем Жидом для опису економічних поглядів італійського економіста Маффео Панталеоні, тоді як термін néo-libéralisme вже існував у французькій мові; пізніше цей термін використовувався іншими, в тому числі класиком ліберальної економіки Мілтоном Фрідманом у його есе «Неолібералізм та його перспективи», написаному в 1951 році. У 1938 році на колоквіумі Волтера Ліппманна термін «неолібералізм» був запропонований, серед інших термінів, і зрештою обраний для опису певного набору економічних переконань. Колоквіум визначив концепцію неолібералізму як таку, що передбачає «пріоритет цінового механізму, вільного підприємництва, системи конкуренції та сильної і неупередженої держави». На думку учасників Луї Руж'є та Фрідріха Гаєка, конкуренція неолібералізму створить елітарну структуру успішних людей, які візьмуть на себе владу в суспільстві, і ці еліти замінять існуючу представницьку демократію, що діє від імені більшості. Бути неолібералом означало виступати за сучасну економічну політику з державним втручанням. Неоліберальний державний інтервенціонізм призвів до зіткнення з протилежним табором класичних лібералів, таких як Людвіг фон Мізес. Більшість науковців у 1950-х та 1960-х роках розуміли неолібералізм як посилання на соціальну ринкову економіку та її головних економічних теоретиків, таких як Вальтер Ойкен, Вільгельм Рьопке, Олександр Рюстов та Альфред Мюллер-Армак. Хоча Гаєк мав інтелектуальні зв'язки з німецькими неолібералами, його ім'я лише зрідка згадувалося у зв'язку з неолібералізмом у цей період через його більш прихильну до вільного ринку позицію.
Під час військового правління Августо Піночета (1973–1990) в Чилі опозиційні вчені використали цей вираз для опису економічних реформ, проведених там, та їхніх прихильників («чиказьких хлопців»). Після того, як це нове значення утвердилося серед іспаномовних науковців, воно поширилося в англомовних дослідженнях політичної економії. Згідно з одним дослідженням 148 наукових статей, неолібералізм майже ніколи не має визначення, але використовується в кількох значеннях для опису ідеології, економічної теорії, теорії розвитку або політики економічних реформ. Він став використовуватися здебільшого як термін зловживання та/або для позначення ринкового фундаменталізму laissez-faire, практично ідентичного до класичного лібералізму, а не ідей тих, хто брав участь у колоквіумі 1938 року. Як наслідок, існують суперечки щодо точного значення цього терміна та його корисності як дескриптора в соціальних науках, особливо з огляду на те, що кількість різних видів ринкової економіки зросла за останні роки.
Не пов'язаний з економічною філософією, описаною в цій статті, термін «неолібералізм» також використовується для опису центристської політичної течії сучасного американського лібералізму 1970-х років. За словами політичного коментатора Девіда Брукса, до видатних політиків-неолібералів належали Альберт Ґор і Білл Клінтон з Демократичної партії США. Неоліберали об'єднувалися навколо двох журналів, «The New Republic» і «Washington Monthly», і часто підтримували політику «Третього шляху». «Хрещеним батьком» цієї версії неолібералізму був журналіст Чарльз Пітерс, який у 1983 році опублікував «Маніфест неоліберала».

### Сучасне використання
Історик Елізабет Шермер стверджувала, що термін набув популярності переважно серед лівих академіків у 1970-х роках, щоб «описати та засудити зусилля політиків, експертів аналітичних центрів та промисловців кінця ХХ століття, спрямовані на засудження соціал-демократичних реформ та безкарне впровадження політики вільного ринку»; економічний історик Філіп В. Магнесс зазначає, що він знову з'явився в академічній літературі в середині 1980-х років, після того, як французький філософ Мішель Фуко привернув до нього увагу.

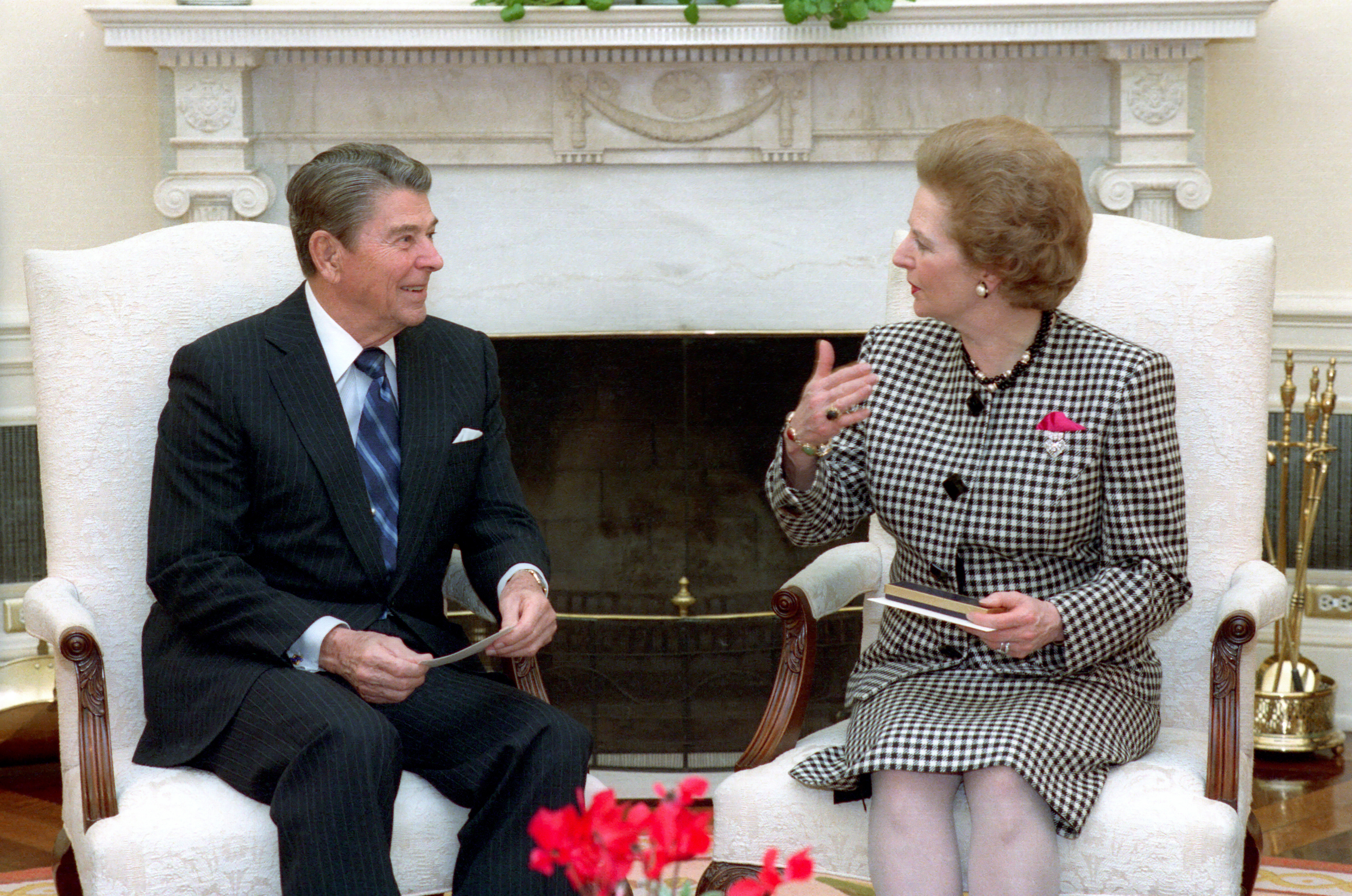
Президент США Рональд Рейган і прем'єр-міністр Великої Британії Маргарет Тетчер.

Неолібералізм сьогодні використовується для позначення ринково-орієнтованої політики реформ, таких як «усунення контролю над цінами, дерегуляція ринків капіталу, зниження торговельних бар'єрів» та зменшення, особливо через приватизацію та жорстку економію, впливу держави на економіку[10]. Він також часто асоціюється з економічною політикою, запровадженою Маргарет Тетчер у Великій Британії (тетчеризм) та Рональдом Рейганом у США (рейганоміка)[29]. Деякі науковці зазначають, що він має низку різних застосувань у різних сферах:[54].
- Як модель розвитку, це означає відмову від структуралістської економіки на користь Вашингтонського консенсусу.
- Як ідеологія, він означає концепцію свободи як всеохоплюючої соціальної цінності, пов'язану зі скороченням функцій держави до мінімальної держави.
- Як державна політика, він передбачає приватизацію державних секторів економіки або послуг, дерегуляцію приватних корпорацій, різке зменшення дефіциту державного бюджету та скорочення витрат на громадські роботи.

Існує дискусія щодо значення цього терміну. Соціологи Фред Л. Блок і Маргарет Сомерс стверджують, що існує суперечка про те, як називати вплив ідей вільного ринку, які використовувалися для виправдання скорочення програм і політики Нового курсу з 1980-х років: неолібералізм, laissez-faire або «ідеологія вільного ринку». [55] Інші вчені, такі як Сьюзен Брідлі, Мед Лакстон та Роберт Макчесні, стверджують, що неолібералізм — це політична філософія, яка прагне «звільнити» процеси накопичення капіталу. 56] На противагу цьому, Френсіс Фокс Півень розглядає неолібералізм як гіперкапіталізм. 57] Роберт Макчесні, визначаючи неолібералізм як гіперкапіталізм, зазначає, що він є «ідеологією ринку», а не «ідеологією капіталізму». Макчесні, визначаючи неолібералізм як «капіталізм без рукавичок», продовжує стверджувати, що у 1998 році цей термін був майже невідомий широкому загалу, особливо у Сполучених Штатах[58]. Лестер Спенс використовує цей термін для критики тенденцій у чорній політиці, визначаючи неолібералізм як «загальну ідею про те, що суспільство працює найкраще, коли люди та інститути в ньому працюють або сформовані таким чином, щоб працювати за ринковими принципами»[59]. На думку Філіпа Міровскі, неолібералізм розглядає ринок як найбільший інформаційний процесор, який є вищим за будь-яку людську особистість. Тому він розглядається як арбітр істини. Адам Коцко описує неолібералізм як політичну теологію, оскільки він виходить за рамки простої формули економічної політики, а натомість наповнює її моральним духом, який «прагне стати повноцінним способом життя і цілісним світоглядом, чого не було в попередніх моделях капіталізму»[60].
Неолібералізм відрізняється від лібералізму тим, що він не виступає за економічну політику laissez-faire, а натомість є дуже конструктивістським і виступає за сильну державу для проведення ринкових реформ у кожному аспекті суспільства.[61] Антрополог Джейсон Хікель також відкидає уявлення про те, що неолібералізм вимагає відступу держави на користь повністю вільних ринків, стверджуючи, що поширення неолібералізму вимагало значного державного втручання для встановлення глобального «вільного ринку». [Наомі Кляйн стверджує, що трьома політичними стовпами неолібералізму є «приватизація державної сфери, дерегуляція корпоративного сектору та зниження прибуткового та корпоративного податків, що оплачується за рахунок скорочення державних видатків»[63].
На думку деяких науковців, неолібералізм часто використовується критиками як зневажливе поняття, витісняючи в багатьох наукових працях такі терміни, як монетаризм, неоконсерватизм, Вашингтонський консенсус та «ринкова реформа».[10] Наприклад, у «Довіднику з неолібералізму» стверджується, що цей термін «став засобом ідентифікації, здавалося б, повсюдного набору ринково-орієнтованих політик як таких, що несуть значну відповідальність за широке коло соціальних, політичних, екологічних та економічних проблем»[13]. [13] Його використання в такий спосіб було піддано критиці тими, хто виступає за політику, що характеризується як неоліберальна.[64] Наприклад, у «Довіднику» далі стверджується, що «така неконкретність [терміну] зменшує його здатність як аналітичної рамки. Якщо неолібералізм має слугувати способом розуміння трансформації суспільства за останні кілька десятиліть, то концепція потребує розпакування».[13] Історик Деніел Стедман Джонс також вважає, що цей термін “занадто часто використовується як універсальне скорочення для позначення жахів, пов'язаних з глобалізацією та повторюваними фінансовими кризами”[65].
Кілька авторів критикували термін «неоліберальний» як образу, яку ліві використовують проти лібералів і різновидів лібералізму, з якими ліві не згодні[66][67]. Британський журналіст Вілл Хаттон назвав неоліберальний «бездумною лівацькою образою», яка «душить дебати»[68]. З іншого боку, багато вчених вважають, що він зберігає змістовне визначення. Пишучи в The Guardian, Стівен Меткалф стверджує, що публікація доповіді МВФ 2016 року «Неолібералізм: Перепроданий?"[69] допомагає “покласти край думці, що це слово — не більше ніж політична лайка або термін без жодної аналітичної сили”.[70] Гері Герстл стверджує, що неолібералізм є легітимним терміном,[71] і описує його як “віровчення, яке прямо закликає до розв'язання влади капіталізму”[72]. «Він відрізняє неолібералізм від традиційного консерватизму, оскільки останній цінує повагу до традицій та підтримку інституцій, які їх зміцнюють, тоді як перший прагне зруйнувати та подолати будь-які інституції, які стоять на його шляху[72].
Радхіка Десаї, директор Дослідницької групи геополітичної економіки в Університеті Манітоби, стверджує, що глобальний капіталізм досяг свого піку в 1914 році, незадовго до двох великих воєн, антикапіталістичних революцій і кейнсіанських реформ, а метою неолібералізму було відновити перевагу капіталізму, якою він колись користувався. Вона стверджує, що цей процес провалився, оскільки сучасний неоліберальний капіталізм сприяв «повільному розгортанню економічної катастрофи» і залишив у спадок світові посилення нерівності, суспільних розбіжностей, економічні злидні та відсутність осмисленої політики[73].

## Історія виникнення

### Колоквіум Волтера Ліппмана
Велика депресія 1930-х років, яка різко знизила економічне виробництво в усьому світі, призвела до високого рівня безробіття та масової бідності, широко розглядалася як провал економічного лібералізму [75]. [75] Щоб відновити пошкоджену ідеологію, група з 25 ліберальних інтелектуалів, серед яких були такі відомі вчені та журналісти, як Волтер Ліппман, Фрідріх Гайєк, Людвіг фон Мізес, Вільгельм Рьопке, Олександр Рюстов та Луї Руж'є, організувала Колоквіум Волтера Ліппмана, названий на честь Ліппмана, щоб відсвяткувати публікацію французького перекладу проринкової книги Ліппмана «Дослідження принципів гарного суспільства». [Зустрівшись у Парижі в серпні 1938 року, вони закликали до нового ліберального проекту, причому однією з назв нового руху був «неолібералізм».[78] Вони також домовилися перетворити колоквіум на постійний аналітичний центр, що базується в Парижі, під назвою «Міжнародний центр досліджень для оновлення лібералізму»[79].
Хоча більшість погоджувалася з тим, що лібералізм статус-кво, який просував економіку laissez-faire, зазнав поразки, виникли глибокі розбіжності щодо належної ролі держави. Група «справжніх (третього шляху) неолібералів» навколо Рюстова і Ліппмана виступала за сильний державний нагляд за економікою, тоді як група лібералів старої школи навколо Мізеса і Гаєка продовжувала наполягати на тому, що єдиною легітимною роллю держави є усунення бар'єрів для входу на ринок. Рюстов писав, що Гаєк і Мізес були пережитками лібералізму, який спричинив Велику депресію, тоді як Мізес засуджував іншу фракцію, скаржачись, що ордолібералізм, за який вони виступали, насправді означав «ордоінтервенціонізм»[80].
Розділений в думках і не маючи достатнього фінансування, Колоквіум був здебільшого неефективним; пов'язані з ним спроби просування неоліберальних ідей, такі як спроба учасника Колоквіуму Вільгельма Рьопке заснувати журнал неоліберальних ідей, здебільшого зазнали невдачі.[76] На жаль, зусилля Колоквіуму були пригнічені початком Другої світової війни і в значній мірі були забуті. [81] Тим не менш, Колоквіум став першою зустріччю неоліберального руху, що зароджувався, і послужив попередником Товариства Мон Пелерен, набагато успішнішої організації, створеної після війни багатьма з тих, хто був присутнім на Колоквіумі[82].

### Товариство Мон-Пелерен
Значення неолібералізму почало зростати зі створенням у 1947 році Товариства Мон Пелерен, серед членів-засновників якого були Фрідріх Гайєк, Мілтон Фрідман, Карл Поппер, Джордж Стіглер та Людвіг фон Мізес. Щорічно збираючись, воно стало «своєрідним міжнародним “хто є хто” класичних ліберальних і неоліберальних інтелектуалів»[83][84]. Якщо перша конференція 1947 року складалася майже наполовину з американців, то до 1951 року домінували європейці. Європа залишатиметься епіцентром спільноти, оскільки європейці домінуватимуть на керівних посадах[85]

Створене в часи, коли центральне планування було на підйомі в усьому світі, і у неолібералів було мало можливостей впливати на політиків, товариство стало «точкою збору» для неолібералів, як висловився Мілтон Фрідман, об'єднуючи розрізнених прихильників лібералізму та капіталізму. Їх об'єднувало переконання, що індивідуальна свобода в розвиненому світі перебуває під загрозою через колективістські тенденції[82 ], яке вони виклали у своїй заяві про цілі:.
Головні цінності цивілізації в небезпеці. На великих ділянках земної поверхні вже зникли необхідні умови для людської гідності та свободи. На інших вони перебувають під постійною загрозою через розвиток сучасних тенденцій політики. Позиція особистості та добровільної групи поступово підривається розширенням свавільної влади. Навіть найцінніше надбання західної людини - свобода думки і вираження - знаходиться під загрозою через поширення віровчень, які, претендуючи на привілей толерантності в становищі меншості, прагнуть лише встановити владу, яка дозволить їм придушувати і знищувати всі погляди, окрім їхніх власних... Група вважає, що цим тенденціям сприяло поширення поглядів на історію, які заперечують всі абсолютні моральні норми, а також розвиток теорій, які ставлять під сумнів бажаність верховенства закону. Вона також вважає, що вони були посилені занепадом віри в приватну власність і конкурентний ринок...[Мета цієї групи] полягає виключно в тому, щоб, сприяючи обміну думками між умами, натхненними певними ідеалами і широкими спільними концепціями, сприяти збереженню і вдосконаленню вільного суспільства"[86].
Товариство поставило собі за мету розробити неоліберальну альтернативу, з одного боку, економічному консенсусу laissez-faire, який розвалився після Великої депресії, а з іншого - лібералізму Нового курсу та британській соціал-демократії, колективістським тенденціям, які, на їхню думку, становили загрозу для індивідуальної свободи. [Вони вважали, що класичний лібералізм зазнав поразки через концептуальні недоліки, які можна було діагностувати та виправити, лише занурившись в інтенсивну дискусійну групу інтелектуалів з подібним мисленням;[87] однак, вони були переконані, що ліберальний фокус на індивідуалізмі та економічній свободі не повинен поступитися місцем колективізму[88].

## Принципи
Можна навести такі засадничі принципи неолібералізму:
1. Наголос на важливості ринку як механізму ефективного розміщення ресурсів та забезпечення особистої свободи. Спираючись на методологію індивідуалізму класичної школи економіки, прибічники неолібералізму вважають, що ринки створюють природний порядок в суспільстві через добровільний обмін товарами та послугами, що сприяє підвищенню ефективності виробництва, добробуту та свободи. Ринкова економіка краще координує діяльність децентралізованих економічних агентів, які пристосовуються до невизначеності та невпинних змін в розпорошеній інформації. Хоча існування хиби ринку і визнається прибічниками неолібералізму, хиба державних втручань, на їхню думку, може мати значно гірші наслідки.
2. Необхідність розбудови правової держави (нім. Rechtsstaat або верховенства права). Влада правової держави обмежена фундаментальними принципами верховенства права. Спираючись на Кантівське розуміння свободи, закону та розуму, правова держава є інструментом законності для регулювання конфліктних взаємовідносин автономних індивідів на ринку. Функція такої держави полягає у підтримці цілісності та стабільності суспільства через захист особистих свобод.
3. Мінімізація втручань держави. Прибічники неолібералізму вважають, що ліберальна держава має бути сильною, але невеликою: вона повинна мати політичну владу, але, водночас, влада має бути конституційно обмежена. На відміну від принципів чистого laissez-faire, на державу покладена відповідальність забезпечення законності та ладу, надання публічних благ та захист положень конституції, які забезпечують існування ринку. Представники неолібералізму виступають проти всеохопної держави-корпорації.
4. Існування приватної власності. Приватна власність є незамінною частиною неоліберального суспільного порядку. Для представників неолібералізму приватна власність та вільний ринок є механізмами децентралізації ухвалення рішень. Словами Людвіга фон Мізеса «Якщо спробувати передати ідеї лібералізму одним словом, то це слово буде власність, або приватна власність на засоби виробництва. Решта випливає з цього принципу.»

## Критика
Серед відомих критиків неолібералізму — економісти Джозеф Стігліц, Амартія Кумар Сен, Майкл Хадсон, Пол Кругман, Річард Вольф, Яніс Варуфакіс, Роберто Мангабейра Унгер, Ерік Райнерт; лінгвіст Ноам Чомскі; географ і антрополог Девід Гарві; соціологи П'єр Бурдьє та Іммануїл Валлерстайн; публіцистка і громадська діячка Наомі Кляйн; журналісти Джордж Монбіо і Кріс Геджес; спікер сапатистів субкоманданте Маркос; папа римський Франциск. Критики неолібералізму та глобалізму вказують на згубність неоліберальної економічної політики для розв'язання проблем кризових економік, підтримки соціальної справедливості, істотне зниження стандартів у сфері праці й наступу на права профспілок, зростаючу шкоду навколишньому середовищу.
Ця критика особливо посилилася після великих невдач політики неолібералізму в Латинській Америці (зокрема, в Аргентині), Східній Європі, Південно-Східної Азії та в Північній Африці, а також після кризи 2008 року, яку вважають наслідком впровадження політики неолібералізму. Відповіддю на політику неолібералізму в XXI столітті були альтерглобалізм і рухи проти політики жорсткої економії (Захопи Волл-стріт, Indignados тощо).
Географ Девід Гарві, називаючи у своїй «Короткій історії неолібералізму» предмет книги теорією, «згідно з якою ринковий обмін є основою системи етичних норм», вважає її антисоціальною та антидемократичною; він вказує, що неолібералізм виступив проєктом відновлення і зміцнення класового панування великого капіталу після періоду кейнсіанського регулювання економіки та компромісів з робітничим класом («славне тридцятиріччя»). Такі автори, як Гарві та Наомі Кляйн, підкреслюють, що вперше неолібералізм втілювався на практиці групами економістів, відомих як «Чиказькі хлопці» і «Берклійська мафія», в умовах правоавторитарних диктатур Августо Піночета в Чилі та Сухарто в Індонезії відповідно; обидва режими прийшли до влади в результаті кривавих переворотів і відзначилися масовим порушенням прав людини. В цьому одна з головних відмінностей неолібералізму від класичного лібералізму — неоліберали часто нехтують громадянськими правами задля проведення економічних реформ.
Критики неолібералізму, зокрема Ерік Райнерт, вважають неолібералізм руйнівним для світової економічної системи, і покладають на нього відповідальність за зубожіння багатьох країн протягом останніх десятиліть, а також за деіндустріалізацію і структурну деградацію пострадянських економік.